# Basamento

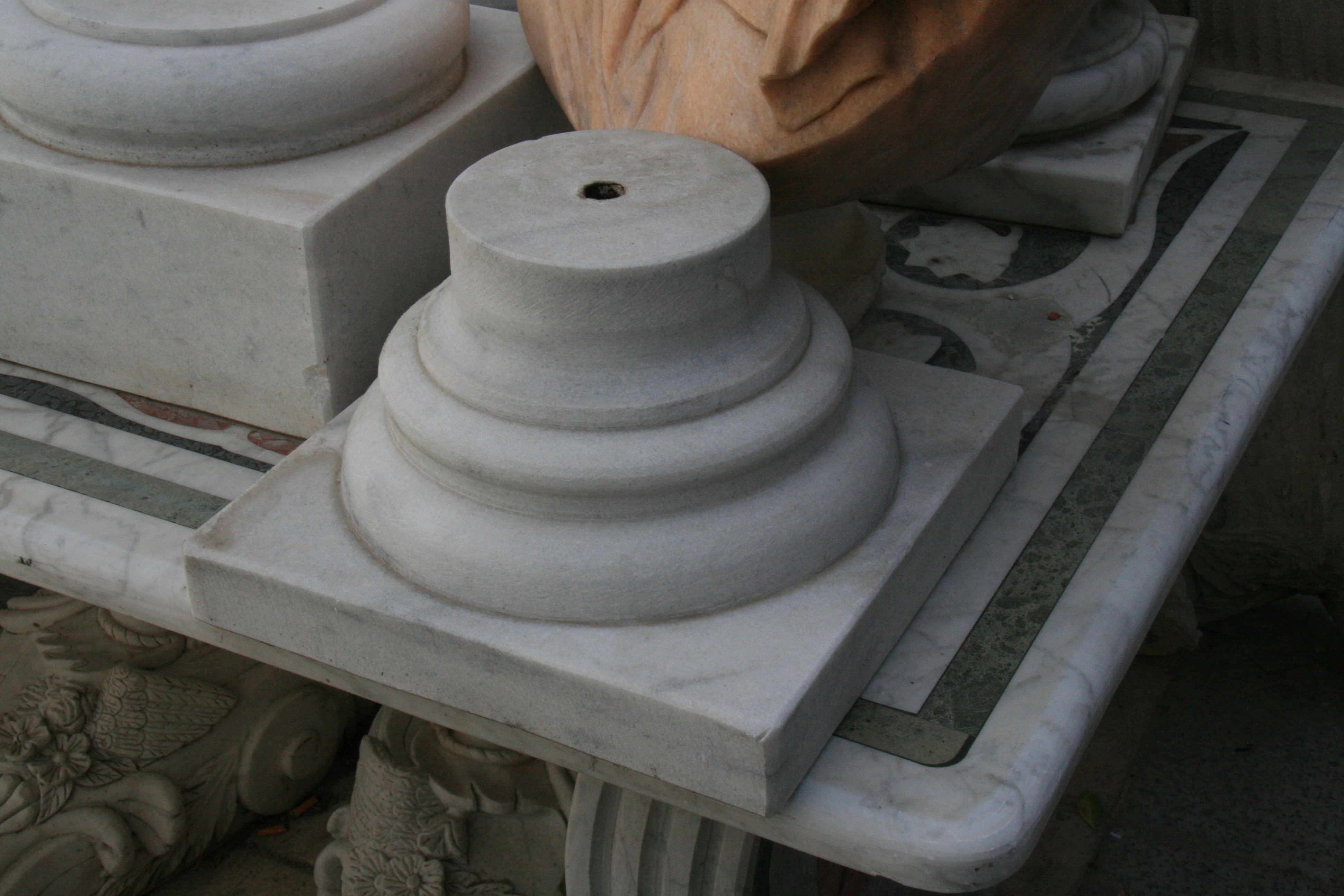
Basamento de una columna.

El basamento es un cuerpo que se pone debajo de la caña de la columna y que comprende la basa y el pedestal. Generalmente presenta un aspecto macizo y compacto. 

## Características
La base típica del basamento de los templos griegos tiene el nombre de zócalo (genérico) o crepidoma (con gradas) en el cual el plano sobre el que apoyan las columnas se llama estilóbato mientras el más alto y dominante de los templos romanos se llama podio.
El término basamento también puede indicar la parte inferior de un edificio que está constituido también por más planos, con forma arquitectónica distinta de las superiores. Por último, puede tratarse de un elemento autónomo que tiene la función de soporte de una estatua o una decoración o a cualquier otro objeto de grandes o pequeñas dimensiones. En un pedestal puede ser también sinónimo de zócalo.